# Lee Sun-kyun
Lee Sun-kyun (이선균?, I Seon-gyunLR; Seul, 2 marzo 1975 – Seul, 27 dicembre 2023) è stato un attore sudcoreano.

## Biografia

### Carriera
Lee inizia a studiare all'Università delle arti di Corea nel 1994, laureandosi in arte drammatica. Nel 2001 debutta in teatro interpretando il ruolo di Brad Majors nel musical The Rocky Horror Show. Raggiunge la notorietà nel 2007 grazie alle due serie televisive Hayan Geotab (Behind the White Tower) e Coffee prince 1hojeom. Comincia quindi a dedicarsi al cinema d'arte recitando in una serie di film diretti da Hong Sang-soo, fra i quali Bamgwa nat (2008), Oki's Movie (2010) e Uri Sunhi (2013).
Nel 2010 riceve il premio come miglior attore al Festival di Las Palmas di Gran Canaria grazie alla sua interpretazione nel film Paju (2009). È protagonista della serie televisiva Pasta (2010), dove interpreta il ruolo di un rude chef, la cui popolarità lo consacra come attore romantico. Nel 2012 ottiene un buon riscontro al botteghino col thriller Hwacha (Helpless), per due settimane consecutive campione di incassi, e con la commedia romantica Nae anae-ui modeun geot (All About My Wife). Nel 2019 è il ricco capofamiglia proprietario di una lussuosa casa nel film Parasite di Bong Joon-ho, vincitore di quattro Premi Oscar.

### Morte
Il 27 dicembre 2023, alle ore 10:30, Lee viene ritrovato morto all'interno di un'auto nel centro di Seul. La polizia è giunta sulla scena dopo aver ricevuto una denuncia al 112. Sul sedile passeggero dell'auto era presente una bricchetta di carbone bruciata, metodo di suicidio comune in Corea del Sud. Prima del ritrovamento del corpo, la moglie dell'attore Jeon Hye-jin aveva chiamato la polizia, dicendo che l'attore aveva lasciato casa "scrivendo un promemoria simile a una lettera di suicidio". L'attore era stato infatti coinvolto in uno scandalo relativo all'uso di sostanze, nello specifico marijuana, crimine punibile con una sentenza fino ai 14 anni di reclusione in Corea del Sud.

## Vita privata
Lee Sun-kyun ha sposato la sua collega Jeon Hye-jin nel 2009. La coppia ha avuto due figli, nati rispettivamente nel novembre 2009 e nell'agosto 2011.

## Filmografia

### Cinema
- Show Show Show, regia di Kim Jeong-ho (2003)
- Gukhwaggot hyanggi, regia di Lee Jeong-wook (2003)
- Arpointeu, regia di Kong Su-chang (2004)
- Sa-kwa, regia di Kang Yi-kwan (2005)
- Son-nim-eun-wang-e-da, regia di Oh Kee-hyun (2006)
- Janhokhan chulgeun, regia di Kim Tae-yun (2006)
- Woo-ri-dong-ne, regia di Jung Gil-young (2007)
- Bamgwa nat, regia di Hong Sang-soo (2008)
- Romantic Island (Romaentik aillaendeu), regia di Cheol Woo Kang (2008)
- Paju, regia di Park Chan-ok (2009)
- Oki's Movie (Ok-hui-ui yeonghwa), regia di Hong Sang-soo (2010)
- Jjejjehan romance (Jjejjehan romaenseu), regia di Kim Jeong-hoon (2010)
- Chae-po-wang, regia di Lim Chan-ik (2011)
- Hwacha, regia di Byun Young-joo (2012)
- Nae anae-ui modeun geot, regia di Byun Young-joo (2012)
- Nugu-ui ttal-do anin Hae-won, regia di Hong Sang-soo (2013)
- Uri Sunhi, regia di Hong Sang-soo (2013)
- Kkeut-kka-ji-gan-da, regia di Kim Seong-hun (2014)
- Seongnan byeonhosa, regia di Heo Jong-ho (2015)
- Imgeumnimui sagunsoocheob, regia di Moon Hyun-sung (2017)
- Mi-ok, regia di Lee An-kyu (2017)
- Take Point, regia di Kim Byung-woo (2018)
- Doraemon - Il film: Nobita e le cronache dell'esplorazione della Luna (Eiga Doraemon: Nobita no getsumen tansaki), regia di Shinnosuke Yakuwa (2019)
- Akjilkyungchal, regia di Lee Jeong-beom (2019)
- Parasite (Gisaengchung), regia di Bong Joon-ho (2019)
- 2036 Apocalypse Earth, regia di Park Kwang-hyun (2019)
- Lakewood Plaza Turbo, regia di Ryoo Seung-wan (2019)
- Project Silence (탈출: 프로젝트 사일런스?, Talchul: peurojekteu sa-illeonseuLR), regia di Kim Tae-gon (2024) – postumo

### Televisione
- Coffee prince 1hojeom (Keopi peurinseu 1-hojeom) – serie TV, 17 episodi (2007)
- Ha-yan geotap – serie TV, 20 episodi (2007)
- Dalkomhan na-ui dosi – serie TV (2008)
- Triple – serie TV, 16 episodi (2009)
- Pasta (Paseuta) – serie TV, 20 episodi (2010)
- Drama Special – serie TV, episodio 1x04 (2010)
- Golden Time – serie TV, 25 episodi (2012)
- Miss Korea – serie TV, 20 episodi (2013-2014)
- Ibeon ju, anaega baram-eul pimnida – serie TV, 12 episodi (2016)
- My Mister (Na-ui ajeossi) – serie TV, 16 episodi (2018)
- Geomsanaejeon – serie TV, episodio 1x01 (2019)
- Dr. Brain (Dr. 브레인), regia di Kim Ji-woon – miniserie TV (2021)
- Payback: Money and Power (법쩐?, BeopjjeonLR) – serie TV, 12 episodi (2023)

## Riconoscimenti
- Las Palmas Film Festival
  - 2010: Miglior attore (Paju)
- Blue Dragon Film Award
  - 2014: Candidatura miglior attore (Kkeut-kka-ji-gan-da)
- Baeksang Arts Award
  - 2015: Miglior attore ex aequo con Cho Jin-woong (Kkeut-kka-ji-gan-da)
  - 2019: Candidatura miglior attore e al Premio popolarità (Na-ui ajeossi)
- The Seoul Awards
  - 2018: Candidatura miglior attore (Na-ui ajeossi)
- CinEuphoria Awards
  - 2020: Miglior cast (Parasite)
- Gold Derby Awards
  - 2020: Miglior cast e cast del decennio (Parasite)
- Online Film & Television Association
  - 2020: Miglior cast (Parasite)
- Screen Actors Guild Award
  - 2020: Miglior cast cinematografico (Parasite)
- International Emmy Award
  - 2022: Candidatura miglior attore (Dr. Brain)[13]

## Doppiatori italiani
Nelle versioni in italiano delle opere in cui ha recitato, Lee Sun-kyun è stato doppiato da:
- Massimo Bitossi in Parasite, Dr. Brain